# 増田貿易
増田貿易株式会社（ますだぼうえき）は、かつて神奈川県横浜市中区本町4丁目に存在した貿易会社。

## 概要
1917年（大正6年）、設立。目的は貿易業。資本金は100万円（そのうち払込額は50万円）。1918年（大正7年）に資本金が300万（払込済）に増資される。同年に増田合名会社より貿易業務を全面的に継承する。
増田貿易の輸入品目として砂糖、小麦、織物、麻袋、豆類、雑穀、豆粕、硫酸安母尼亜、亜鉛鉱、薬品、染料、皮革、羊毛、トップ、原綿、木材、ゴム、機械類その他諸商品がある。
輸出品目としては精糖、粗糖、小麦粉、菓子、練乳、石油、軽油、豆油、諸油類、豆類、雑穀、澱粉、各種缶詰、絹織物、綿糸布、紙、燐寸、陶器、硝子器、薬品、セメント、鉱石類、木材、硫黄、亜鉛、鋼および鋼線、一般雑貨その他諸商品がある。
1920年（大正9年）、破綻する。1920年（大正9年）8月末から9月にかけて、2つのおおきな出来事が起こっていた。増田貿易が財界変動貿易不振の結果、8月31日を決済期限とした増田貿易の振出手形（450万円）が不履行になったこと、この神戸支店の振出手形不履行とは別に、増田貿易大連支店が朝鮮銀行によって差し押さえられたことなどである。

## 役員
『日本全国諸会社役員録 第25回』
- 取締役（代表）・中村房次郎[5]、増田増太郎[5]
- 取締役・増田與一、増田稲三郎、塩川榮治郎、岡部正、柿沼道助[5]
- 監査役・増田源次郎、増田英次郎、長谷川安太郎、長井永五郎、中村八郎太郎[5]

『日本全国諸会社役員録 第26回』
- 社長・中村房次郎[6]
- 副社長・増田増太郎[6]
- 取締役・増田源次郎、増田與一、増田稲三郎、塩川榮治郎、岡部正、柿沼道助[6]
- 監査役・増田英次郎、長谷川安太郎、長井永五郎、中村八郎太郎[6]
- 相談役・増田増蔵[6]

『銀行会社要録 附・役員録 第21版』
- 取締役（代表）・中村房次郎[1]
- 取締役・増田増太郎、増田與一、増川榮治郎、岡部正、柿沼道助[1]
- 監査役・増田源次郎、増田英次郎、長谷川安太郎、長井永五郎、中村八郎太郎[1]

『銀行会社要録 附・役員録 第23版』
- 取締役社長・中村房次郎[2]
- 副社長・増田増太郎、増田源次郎[2]
- 取締役・増田與一、塩川榮治郎、岡部正、増田稲三郎、柿沼道助[2]
- 監査役・増田英次郎、長谷川安太郎、長井永五郎、中村八郎太郎[2]
- 相談役・増田増蔵[2]

『銀行会社要録 附・役員録 第24版』
- 取締役社長・中村房次郎[3]
- 副社長・増田増太郎、増田源次郎[3]
- 取締役・増田與一、塩川榮治郎、増田稲三郎、柿沼道助[3]
- 監査役・増田英次郎、長谷川安太郎、長井永五郎、中村八郎太郎[3]
- 相談役・増田増蔵[3]

## 支店・出張店
- 神戸支店[3]
- 東京支店[3]
- 上海支店[3]
- 大連支店[3]
- 天津支店[3]
- 倫敦支店[3]
- シドニー支店[3]
- 大阪出張店[3]
- 名古屋出張店[3]
- 小樽出張店[3]
- 下関出張店[3]
- 釜山出張店[3]
- 漢口出張店[3]
- メルボーン出張店[3]
- カルカッタ出張店[3]
- 新嘉坡出張店[3]